# Тутовые
Ту́товые (лат. Moraceae) — семейство растений порядка Розоцветные (Rosales), включающее в себя деревья, кустарники, лианы и редко травы.
Семейство насчитывает порядка сорока родов и свыше тысячи видов, большинство из которых выделяются соком молочного цвета (млечным соком).
Служат питанием для тутового шелкопряда.

## Ботаническое описание
Деревья, кустарники или травы.
Листья очерёдные или, редко, супротивные, простые, цельные или рассечённые, лопастные, цельнокрайные или зубчатопильчатые, с маленькими поперечными прилистниками. Иногда прилистники формируют шапочку над почкой и оставляют цилиндричные рубцы.
Цветки раздельнополые, одно- или двудомные, невзрачные, мелкие, правильной формы, часто густо собраны в висячую серёжку. В большинстве случаев околоцветник состоит из 4—5 однообразных листочков; гораздо реже листочков меньше, либо они отсутствуют вовсе. Обычно мужской цветок имеет 4 тычинки, по одной напротив каждого листочка прицветника. У женского цветка имеется двукарпельный (двуплодолистиковый) пестик, чаще всего состоящий из двух частей, хотя одна из них может быть угнетённой. Завязь верхняя или нижняя, каждое несёт в себе один одногнёздный свисающий семязачаток.
Плод может быть костянкой или орешком, который образуется из разрастающихся околоцветников, оси соцветия или цветоложа. Зародыш изогнутый или спиральный.

## Роды
Согласно данным сайта GRIN семейство насчитывает 37 родов в пяти трибах:
- Триба Артокарпусовые (Artocarpeae), включает 7 родов:

| Artocarpus J.R.Forst. & G.Forst. — Артокарпус Batocarpus H.Karst. Clarisia Ruiz & Pav. — Кларизия Hullettia King ex Hook.f. | Parartocarpus Baill. Prainea King ex Hook.f. Treculia Decne. ex Trécul |

- Триба Кастилловые (Castilleae), включает 11 родов:

| Antiaris Lesch. — Анчар Antiaropsis K.Schum. Castilla Cerv. — Кастилла Helicostylis Trécul Maquira Aubl. Mesogyne Engl. | Naucleopsis Miq. Perebea Aubl. Poulsenia Eggers Pseudolmedia Trécul Sparattosyce Bureau |

- Триба Дорстениевые (Dorstenieae), включает 8 родов:

| Bosqueiopsis De Wild. & T.Durand Brosimum Sw. — Бросимум Dorstenia L. — Дорстения Helianthostylis Baill. | Scyphosyce Baill. Trilepisium Thouars Trymatococcus Poepp. & Endl. Utsetela Pellegr. |

- Триба Фикусовые (Ficeae), включает 1 род Фикус (Ficus)
- Триба Шелковицевые (Moreae), включает 10 родов:

| Bagassa Aubl. — Багасса Bleekrodea Blume Broussonetia L'Hér. ex Vent. — Бруссонетия Fatoua Gaudich. Maclura Nutt. — Маклюра | Milicia Sim Morus L. — Шелковица, или Тутовник Sorocea A.St.-Hil. Streblus Lour. Trophis P.Browne |